# اوبوینایا
اوبوینایا (روسی: Убойная) یک رودخانه در سرزمین کراسنویارسک کشور روسیه است.